# 비미국
비미국(卑彌國)은 고대 한반도에 존재했던 국가로 마한의 54국 중의 하나이다. 충청남도 서천군 비인면에 위치했을 것으로 추정되며, 마한의 나라들 중 하나로서 3세기경까지 독자적인 성장을 하다가 이후 백제에 복속되었다.